# Guillermo Morphy
Guillermo Morphy y Ferríz de Guzmán, noto anche con lo pseudonimo di Conde Morphy o Conte Morphy (Madrid, 29 febbraio 1836 – Baden (Svizzera), 28 agosto 1899), è stato un educatore, critico musicale, musicologo, storico, compositore, politico spagnolo.
Divenne segretario personale del re Alfonso XII di Spagna nel 1875. Fu una figura molto ammirata nei circoli artistici della Madrid di fine Ottocento e per il suo servizio alla Corona di Spagna. Era un amico di Isaac Albéniz, che ha organizzò una borsa di studio per studiare al Conservatorio Reale di Bruxelles. Fu direttore della Real Sociedad de Conciertos de Madrid al Teatro Real di Madrid fino al 1891.

## Biografia
Nato a Madrid il 29 febbraio 1836, era di origine irlandese, figlio di Joseph Morphy. Trascorse la sua infanzia viaggiando attraverso la Francia, l'Italia e la Germania, tra gli altri Paesi, dove ebbe una formazione rinascimentale europea, diventando un amante dell'arte e della letteratura. Visse per due anni in Germania tra il 1846 e il 1848.  Nel 1858 rilevò lo studio legale di suo padre. Nel 1863 prese lezioni dal compositore François-Joseph Fétis a Bruxelles. Al suo ritorno entrò nel Palazzo reale di Madrid il 28 novembre 1863 come gentiluomo dell'allora Principe delle Asturie e futuro re Alfonso XII di Spagna, carica che mantenne fino alla Rivoluzione del 1868 che rovesciò Isabella II. 
Si trasferì in Francia per dedicarsi alla musicologia e durante la guerra franco-prussiana si recò a Vienna per stare con il principe Alfonso. Lì compose l'opera Lizzie e altre parti orchestrali.  Alla Restaurazione Borbonica, tornò in Spagna con il sovrano, che lo nominò suo segretario personale il 18 gennaio 1875 e gli concesse il titolo di Conte Morphy il 3 maggio 1882. Pubblicò diversi studi e tradusse in spagnolo una biografia di Beethoven e nel 1892 entrò alla Real Academia de Bellas Artes de San Fernando. Fu anche direttore della Real Sociedad de Conciertos de Madrid al Teatro Real di Madrid fino al 1891.
Morphy era anche un conoscente e benefattore di diversi musicisti di rilievo dell'epoca, come Tomás Bretón, Pablo Casals e Isaac Albéniz. Il conte era un amico intimo di Albéniz in particolare ed era molto entusiasta del suo talento, efu Morphy a procurargli una borsa di studio per formarsi al Conservatorio Reale di Bruxelles. Morphy fece anche in modo che il violinista Enrique Fernández Arbós studiasse sotto Henri Vieuxtemps a Bruxelles. Albéniz dedicò la sua composizione Siviglia alla moglie del conte Morphy quando debuttò a Parigi il 24 gennaio 1886 in un'esecuzione per pianoforte.
Alla fine del 1883 un certo numero di musicisti, guidati dal conte Morphy, condivideva le stesse preoccupazioni per quanto riguarda la rigenerazione dell'arte spagnola, riunito in una società di Madrid per fondare l'Istituto filarmonico con l'obiettivo di offrire una formazione musicale allo stesso livello degli altri centri europei. Era evidente la natura rigenerativa del loro progetto educativo, rispetto agli insegnamenti del Conservatorio di Madrid. In particolare, la scuola di bel canto gestita da Napoleón Verger contribuì a migliorare il livello del canto in Spagna e a dotare i palcoscenici dell'opera di personaggi famosi, aprendo così la strada alla creazione del dramma lirico spagnolo.
Dal 1886 al 1895, il Conte di Morphy assunse un ruolo di primo piano come presidente della sezione di Belle Arti, si impegnò con le attività della società tenendo conferenze e introducendo l'Ateneo ai suoi principi estetici, compreso il suo programma di rigenerazione e il suo nazionalismo musicale. Invitò inoltre alcune delle più importanti figure internazionali e una giovane generazione di artisti spagnoli, con l'intento di avvicinare il pubblico alla scena culturale europea. L'Ateneo visse un periodo di splendore con un nuovo impulso nella musica vocale, strumentale e da camera, e un repertorio rinnovato con opere contemporanee di compositori spagnoli e mitteleuropei.